# BioPower

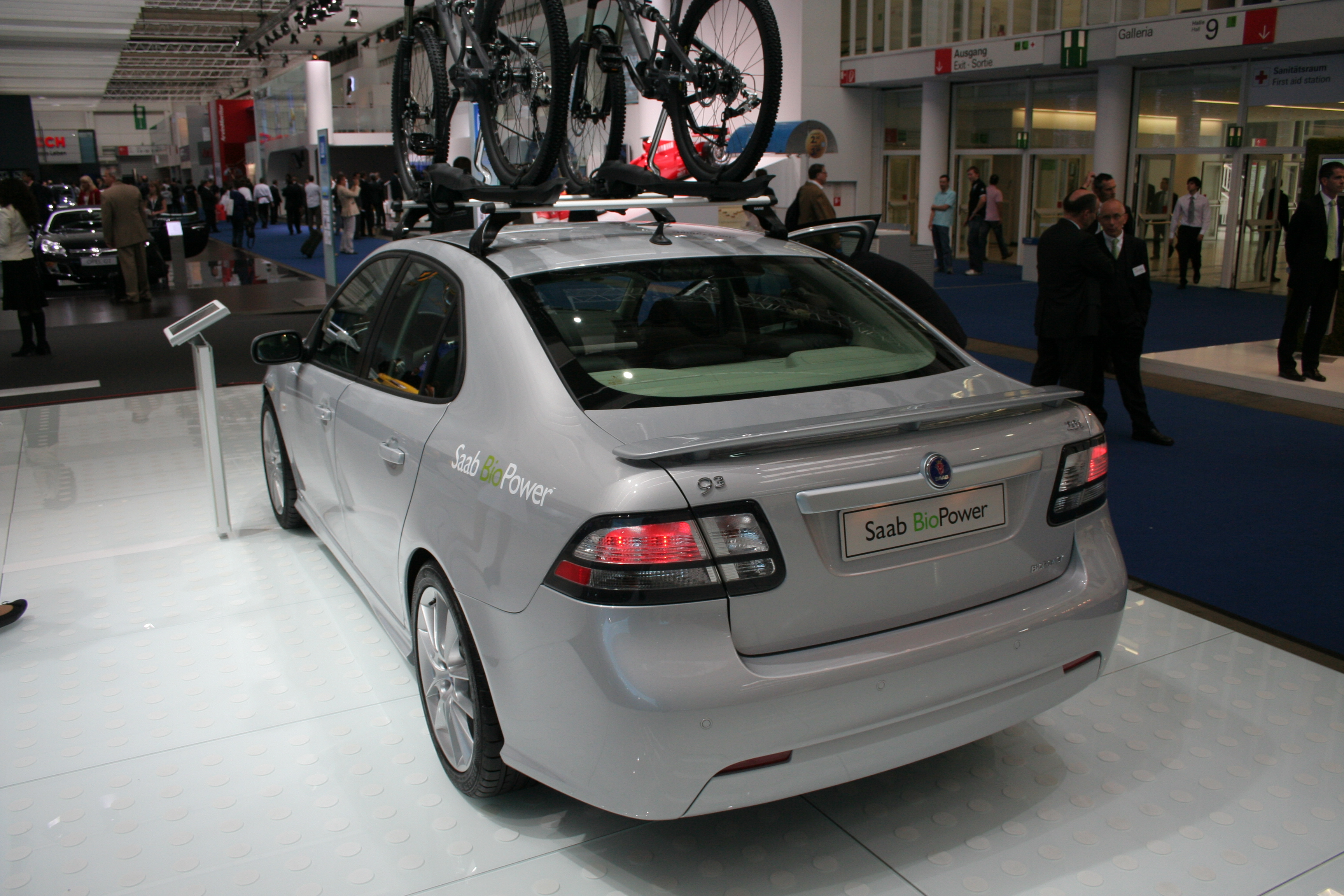
Imagen de la IAA 2007 en Frankfurt am Main

El término BioPower hace referencia a la nueva gama de motores desarrollada por la empresa de automóviles sueca Saab y presentada en agosto de 2005 en la feria de Fráncfort del Meno, que utilizan el bioetanol como combustible. Son motores de explosión que admiten tanto la gasolina como el etanol o cualquier proporción de una mezcla de estos como fuente de energía.
Constructivamente son muy similares a los de gasolina, siendo únicamente un poco más robustos debido al mayor octanaje del etanol y teniendo pequeños sistemas de calentamiento en el arranque precisamente por este motivo del elevado octanaje.
Aunque el uso del bioetanol como combustible no es algo novedoso, si lo es que las marcas de automóviles comiencen a desarrollar motores específicos diseñados para este combustible de origen vegetal y que se perfila como una de las alternativas a los combustibles fósiles.

## Combustible
Aunque inicialmente se han sacado al mercado preparados para usar el combustible E85 (85% de etanol, 15% de gasolina), los motores están preparados para funcionar con E100, y todo dependerá de la implantación de estos biocombustibles en los diferentes países.

## Comercialización
A pesar de que durante 2005 sólo se comercializaron en Suecia y montados sobre el modelo 9-5, la elevada aceptación e interés en otros países llevó a la empresa a exportar su producto a países europeos como Francia o Gran Bretaña durante 2006. 
Actualmente se ha extendido esta motorización a todos los modelos de la marca, y en España ya tenemos disponibles las primeras unidades.